# Curling na wózkach

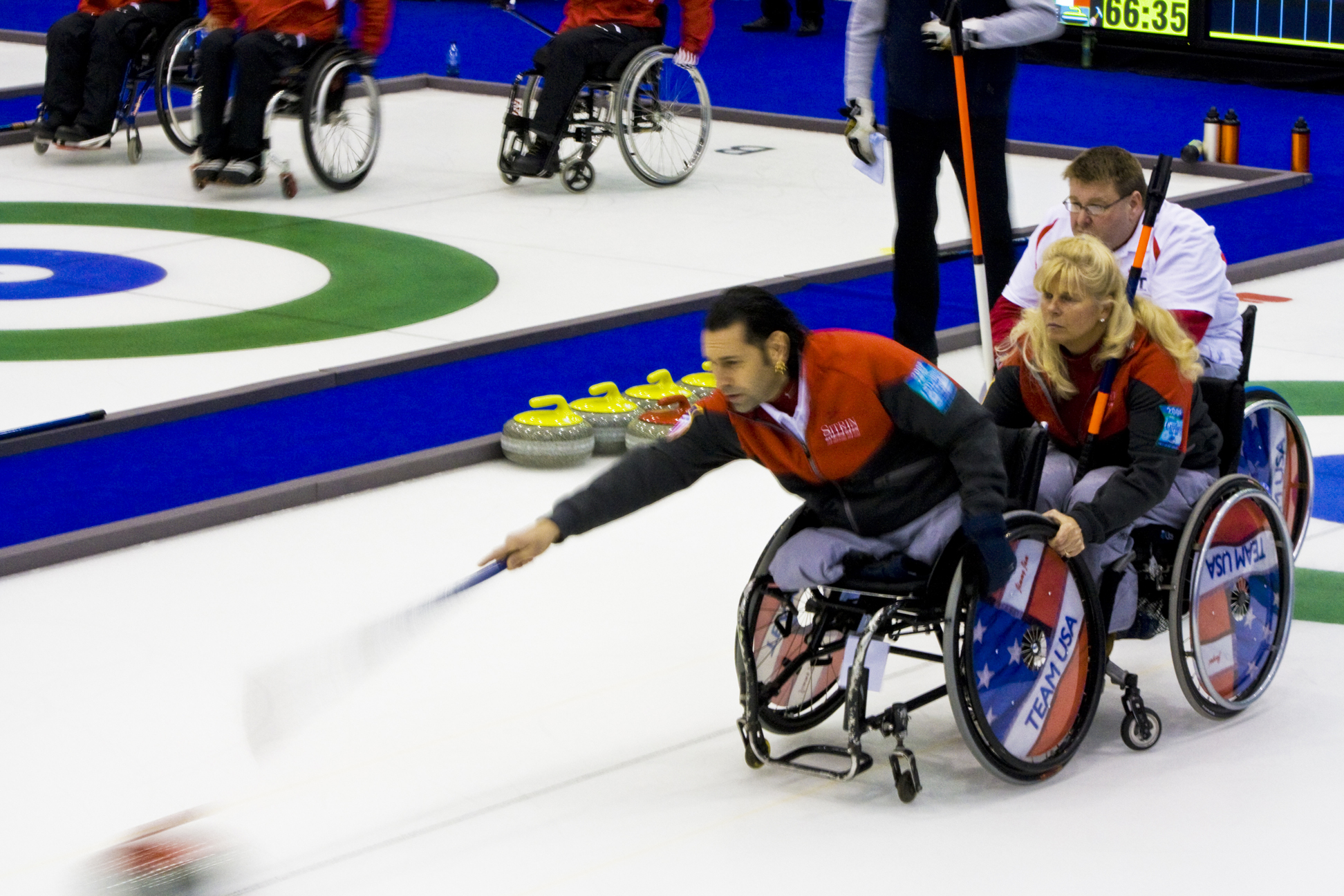
Jimmy Jam Joseph wypuszczający kamień (MŚ 2009).

Curling na wózkach – gra w curling przystosowana dla osób niepełnosprawnych poruszających się na wózkach inwalidzkich. Tą dyscypliną sportu, jak i curlingiem dla osób pełnosprawnych zarządza Światowa Federacja Curlingu (WCF), curling na wózkach od 2006 jest dyscypliną paraolimpijską.
W curling na wózkach zaczęto grać w Europie pod koniec lat 90. XX wieku, w Ameryce Północnej uprawia się od 2002.
Mecze rozgrywane są na takim samym lodowisku jak w curlingu pełnosprawnych (45,72 m x 5 m, bez haków), używa się takich samych kamieni. Różnice polegają na tym, że kamień wypuszcza się z zatrzymanego wózka (który najczęściej z tyłu przytrzymuje inny zawodnik), nie ma również szczotkowania. Kamienie mogą być wypuszczane za pomocą ręki (zawodnik wychyla się wówczas z wózka) lub poprzez specjalny kij (tzw. extender). Zakończony jest on ruchomą nakładką gdzie wkłada się rączkę kamienia, można go nim pchnąć i nadać odpowiednią rotację. Kamień podczas wypuszczania musi znajdować się na linii środkowej.
Każda drużyna musi składać się z zawodników obydwu płci. Mecze składają się z 8 endów (do sezonu 2007/2008 było to 6 endów). Zespół ma 68 minut na zagranie swoich kamieni, może również wziąć jeden czas.